# Agència Galàctica
Agència Galàctica (títol original en francès, L'Agence galactique) és una sèrie d'animació francobelga en 52 episodis d'11 minuts, produïda per Studio 100 Animation, emesa a partir del 2021 a Gulli i retransmesa al Canal J. S'ha doblat al català pel Canal Super3, que va estrenar-la el 2022.

## Repartiment
- Audrey Sablé: K
- Geneviève Doang: Apple
- Thomas Sagols: Zed
- Jérémy Prévost: Dany Oven
- Claire Guyot: Toaster